# Dusona abdominator
Dusona abdominator là một loài tò vò trong họ Ichneumonidae.